# Sfârșitul eternității
Sfârșitul eternității (1955) (engleză The End of Eternity) este un roman științifico-fantastic scris de Isaac Asimov. Temele abordate în acest roman sunt foarte diferite de cele din scrierile despre roboți sau față de cele din epopeea sa spațială. Sfârșitul eternității face o analiză inteligentă a paradoxurilor timpului. Unii consideră că este cea mai bună opera a lui sau cel puțin una dintre cele mai bune scrise de Asimov. 
În aprilie 2009 s-a anunțat că este în plan realizarea unei ecranizări în regia lui Kevin Macdonald.

## Povestea din spatele romanului
În decembrie 1953, Asimov răsfoia un număr din 28 martie 1932 al revistei Time, când a observat ceva ce, la prima vedere, părea o ciupercă atomică. La o privire mai atentă însă, și-a dat seama că era vorba despre gheizerul Old Faithful. Cu toate acestea, el și-a pus întrebarea legată de implicațiile pe care le-ar fi putut avea desenarea unei ciuperci atomice într-o revistă din 1932 și astfel i-a venit ideea unei povești legate de călătoria în timp. El a început lucrul la noua povestire, intitulată Sfârșitul eternității, pe 7 decembrie 1953 și l-a terminat pe 6 februarie 1954, după ce a scris 25.000 de cuvinte. Asimov a trimis povestirea revistei Galaxy Science Fiction și, după câteva zile, a fost anunțat de către editorul Horace L. Gold că aceasta a fost respinsă. Asimov s-a hotărât să transforme povestirea în roman și, pe 17 martie, i-a înmânat-o lui I. Bradbury, editorul SF al editurii Doubleday. Lui Bradbury i-a plăcut și, pe 7 aprilie, Asimov a fost informat că se lucrează la un contract pentru roman. El a început să dezvolte povestirea și i-a predat romanul lui Bradbury pe 13 decembrie. Doubleday a acceptat romanul, publicându-l în luna august 1955.
Romanul reflectă nivelul cunoștințelor științifice din acea perioadă, dintre care unele sunt perimate. De exemplu, se spune că sursa de energie a călătorilor temporali este "Nova Sol", o legătură cu viitorul îndepărtat cae ar fi folosit pentru a colecta energia Soarelui care explodează. 
După cum se poate vedea mai jos, romanul poate fi privit ca un preludiu al seriei Imperiului Galactic, care face parte din Seria Fundația. Asimov inclusese deja un soi de călătorie temporală în romanul din 1950 O piatră pe cer, deși aceea era o călătorie într-un singur sens.

## Acțiunea
Eternitatea din titlu este o organizație și un loc care există în afara timpului populat cu Eterni - bărbați recrutați din diferitele ere ale istoriei omenirii, începând cu Secolul 27. Eterni pot călători "în sus" și "în jos" prin Eternitate, intrând în lumile temporale convenționale după dorință, singurul loc interzis lor fiind unul situat în viitorul îndepărtat. Ei formează împreună un grup de gardieni platonici care duc la îndeplinire acțiuni strategice atent calculate și planificate în lumile temporale pentru a minimiza suferința omenirii la scara întregii istorii umane.
Dar Eternitatea însăși suferă, iar vina colectivă nerostită este pusă pe seama "Tehnicienilor" (experții care execută Schimbările de Realitate), care se crede că ar fi făcut ceva ce a alterat cursul evenimentelor. Eternii sunt deranjați și de faptul că accesul în Timp le este interzis fără motiv într-o anumită perioadă din viitor, dincolo de care Pământul devine nelocuit. Societățile umane de-a lungul timpului au o natură destul de statică, iar zborul spațial este însoțit de eșec în toate secolele accesibile.
Evenimentul cheie al narațiunii se produce atunci când protagonistul - Tehnicianul Andrew Harlan - își dă seama că a devenit parte a unui plan paradoxal de securizare a Eternității, prin trimiterea înapoi în timp a unui tânăr Etern care deține cunoștințele matematice care au făcut posibile apariția organizației. Harlan are probleme cu conducătorii Eternității, fiind prins că are o relație cu o femeie non-Eternă, Noÿs Lambent. El a adus-o în Eternitate în momentul în care a aflat că va înceta să existe în Realitate în momentul în care Eternii vor pune în practică următoarea Schimbare de Realitate.
Eternii călătoresc de la un secol la altul folosind un fel de lift temporal. Prin intermediul acestuia, Harlan trebuie să-l ducă pe tânărul Etern Brinsley Sheridan Cooper în Secolul 24, pentru a-l învăța principiile și tehnologia călătoriei temporale pe inventatorul ei istoric, Vikkor Mallansohn. Cooper și Harlan nu știu însă că primul va deveni chiar el Mallansohn. Conflictul dintre Harlan și conducătorii săi (mai ales cel cu Twissell) îl determină pe Tehnician să saboteze misiunea, iar Cooper ajunge în alt timp, fiind incapabil să mai dea naștere Eternității.
Twissell dezvăluie că și el a iubit o femeie din Timp, convingându-l pe Harlan că îl înțelege. Dreptul urmare, Tehnicianul caută o metodă prin care Cooper să-i poată trimite un mesaj prin care să dezvăluie unde se află. Harlan bănuiește că liftul temporal ar fi ajuns în Secolul 20 și își amintește că tânărul era interesat de colecția lui de artefacte datând din acea perioadă, mai ales de reviste, ceea ce îl face să spere că le va utiliza pentru a-i transmite mesajul dorit. Aici intervine interpretarea eronată a lui Asimov legată de gheizerul pe care l-a crezut "ciupercă atomică" - Harlan dă peste coperta unei reviste din 1932 (an care precede perioada atomică) pe care e desenată o ciupercă atomică cu un acronim pentru cuvântul A-T-O-M, lucru care reprezintă un mesaj codat elocvent pentru cineva din viitor.
Înainte de a-și prezenta descoperirea celorlalți Eterni, Harlan cere ca iubita să-i fie înapoiată. Ajunși împreună în anul 1932, Harlan își dă seama că femeia însăși este agent temporal, provenind din secolele în care Eternii nu au voie să intre ("Secolele ascunse"). Femeia nu neagă, ci îi relatează că oamenii timpului ei preferă să observe trecutul în loc să îl schimbe, observând că alegerea făcută de Eternitate pentru siguranța omenirii îi suprimă acesteia creativitatea. Acest lucru a împiedicat descoperirea zborului spațial, pentru a împiedica un eventual conflict cu rase extraterestre dezvoltate tehnologic. Omenirea urmează să dispară în cele din urmă de pe Pământ, lăsându-l nelocuit, dar împiedicarea apariției Eternității ar putea schimba acest destin, permițând omenirii să colonizeze stelele.
Noÿs Lambent îi dezvăluie lui Harlan că, pentru a face Eternitatea improbabilă, Cooper trebuie lăsat în anul 1932. În plus, ea intenționează să trimită o scrisoare în Italia, determinând un om (probabil Enrico Fermi) să "înceapă experimentele de bombardare cu neutroni a uraniului", ceea ce va da naștere reacției în lanț care va culmina cu crearea primei bombe atomice, în 1945. În realitatea cunoscută în acel moment, energia atomică fusese descoperită mai târziu (nu se specifică exact când, dar în Secolul 24 existau reactori nucleari) și nu fusese detonată nicio bombă nucleară până în Secolul 30. Dobândind această tehnologie mai repede, omenirea câștiga timp prețios pentru a părăsi Pământul, maximizându-se astfel probabilitatea creării unui Imperiu Galactic.
Inițial, Harlan ia în considerare opțiunea asasinării lui Noÿs și finalizarea misiunii sale, dar analizarea mai aprofundată a argumentelor femeii face să-i încolțească bănuiala că Eternii au greșit în ceea ce privește omenirea. În ultima clipă, el se decide să o ajute, ducând la o Schimbare de Realitate care face ca liftul temporal să se volatilizeze.

### Capitole
| - Tehnician - Observator - Novice - Calculator - Temporal - Proiectantul-de-vieți - Preludiul crimei - Crima - Interludiu | - În capcană - Cerc complet - Începuturile Eternității - Dincolo de punctul terminus - O crimă anterioară - Căutări în primitiv - Secolele ascunse - Se-nchide cercul - Începutul nemărginirii |

## Opinii critice
Recenzorul de la New York Times, Villiers Gerson, a lăudat romanul spunând că "suspansul e pe fiecare pagină" și că "prezintă în fiecare capitol întorsăturile de situație care l-au făcut celebru pe autor." Într-o recenzie din 1972, Lester del Rey declara că nimeni "nu a stors în asemenea măsură . . . sau dezvoltat toate posibilitățile paradoxului."

## Analiza intrigii
Eternii folosesc călătoria temporală pentru a proteja omenirea, în timp ce omenirea nu are habar de existența Eternilor care schimbă Realitatea. Eternii nu își dau seama că ei înșiși perpetuează cea mai mare catastrofă care s-a abătut asupra omenirii. Pentru a corecta situația, oamenii fin viitorul îndepărtat se infiltrează în secret și îi manipulează pe Eterni să modifice viitorul nu-atât-de-îndepărtat.
Tema manipulării temporale reprezintă o provocare mentală. Multe evenimente neplăcute (cum sunt războaiele) au condus la descoperiri științifice importante. De exemplu, cele două războaie mondiale au permis realizarea unor pași importanți în aviație, iar dacă nu ar fi fost Războiul Rece, omenirea nu ar aselenizat în 1969. Dacă ar fi fost împiedicate diferite războaie (de exemplu, dacă părinții lui Hitler nu ar fi fost lăsați să se întâlnească), progresul științific ar fi fost mult mai lent.
Mesajul codat referitor la energia atomică nu este în întregime un argument convingător - H. G. Wells putea concepe atât energia "atomică" cât și armele "atomice" în The World Set Free (1914) și nu a fost singurul de acest gen. Opera lui Fermi a fost importantă, dar în lipsa ei nu se explică de ce nu a avut loc nicio demonstrație nucleară până în Secolul 40 (menționarea faptului că Secolul 24 folosește energia nucleară conduce la concluzia că amânarea dezvoltării în acest domeniu, deși crucială, nu a durat patru secole, sau că a afectat spiritul societății în locul progresului tehnologic). Firește că Asimov, care era interesat de istoria științei, era conștient de aceste puncte slabe necesare în desfășurarea acțiunii. Răsturnarea de situație din final îi semnalează cititorului ceea ce fusese ascuns - anume faptul că viitorul creat de Harlan și Noÿs corespunde viitorului cititorului și că 'Eternitatea' reprezenta o fundătură.
Modul în care se încheie romanul îi dă noi asigurări cititorului în legătură cu viitorul care va exista:
Odată cu această dispariție... venise sfârșitul, sfârșitul final al Eternității
Și începutul nemărginirii.

## Rolul în cadrul seriei "Fundației"
Sfârșitul eternității sugerează că noua realitate este cea care conduce la Imperiul Galactic, dar nu confirmă acest lucru. Mecanismul călătoriei temporale nu pare a fi același cu cel din O piatră pe cer, dar 'biciul neuronic' din Curenții spațiului și alte evenimente din viitorul "Imperiului" apare în Sfârșitul eternității ca ceva care a trebuit îndepărtat din Realitate. Se prezice că Pământul va deveni radioactiv, la fel ca în Pulbere de stele și O piatră pe cer, și nu există extratereștri care să-i concureze pe cei din Fundătura - în care s-ar putea interpreta că extratereștrii vor învinge omenirea dacă 'Eternitatea' nu e împiedicată.
Femeia din viitorul îndepărtat povestește că poporul ei muncește pentru a transforma în realitate existența unui Imperiu Galactic. Povestirea care a stat la baza romanului - publicată ulterior în The Alternate Asimovs - prezintă un viitor diferit de cel al Fundației, dar Asimov a declarat că se gândea la o legătură între ele.
Asimov a plasat o aluzie în Marginea Fundației, aceea că Eternii ar putea fi responsabili pentru galaxia în întregime umană (și pentru dezvoltarea omenirii pe Pământ)ul din Seria Fundația, dar interpretarea aceasta este dicutabilă. Asimov însuși a remarcat discrepanța. E posibil să fi existat intenția ca roboții umanoizi să joace un rol. E posibil ca acesta să fi fost unele dintre firele pe care ar fi dorit să le adune laolaltă, dar nu a mai apucat din cauza morții.

## Ecranizări
Cartea a fost ecranizată în 1987 în URSS cu titlul Konets Vechnosti (Конец Вечности), o adaptare liberă a romanului cu un final diferit. Dacă în roman Noÿs și Harlan decid împreună că suprimarea zborului cosmic de către Eternitate nu a fost în interesul omenirii și „trăiesc fericiți până la adânci bătrânețe”, filmul sovietic - al cărui sfârșit are loc în Germania de la mijlocul anilor '80, nu în Los Angelesul anului 1932 - prezintă o dispută între cei doi, cu un Noÿs care nu explică pe deplin de ce vrea să fie distrusă Eternitatea și un Harlan care e convins că amândoi sunt doar niște pioni, dispută încheiată cu despărțirea definitivă a personajelor.
În 1976, András Rajnai a regizat filmul maghiar SF de televiziune A halhatatlanság halála bazat pe acest roman.
În 2008, New Regency a cumpărat drepturile de ecranizare ale romanului.
Filmul din 2011, Gardienii destinului, folosește unele dintre ideile romanului Sfârșitul eternității.

## Traduceri în limba română
- 1987 - Sfîrșitul eternității - fragmente, traducere Anca Răzuș, Almanah Anticipația 1988
- 1994 - Sfârșitul eternității, Ed. Teora, Colecția SF nr. 8, traducere Anca Răzuș, 208 pag., ISBN 973-601-149-6
- 1999 - Sfârșitul eternității, Ed. Teora, Colecția SF nr. 8, traducere Anca Răzuș, 208 pag., ISBN 973-601-149-6

## Vezi și
- 1955 în științifico-fantastic